# Ammaar Ghadiyali
Ammaar Ghadiyali (n. Dar es Salaam, 30 de mayo de 1997) es un nadador de estilo libre tanzano.

## Biografía
Hizo su primera aparición en los Juegos Olímpicos de Londres 2012, nadando en la prueba de 100 m libre. Nadó en la primera serie, y quedó tercero de la misma con un tiempo de 61.07, insuficiente para pasar a las semifinales al quedar en la posición 55 en el sumario total. También nadó en el Campeonato Mundial de Natación en Piscina Corta de 2012, Campeonato Mundial de Natación de 2013 y en los Juegos de la Mancomunidad de 2014. 